# Oeste Baiano

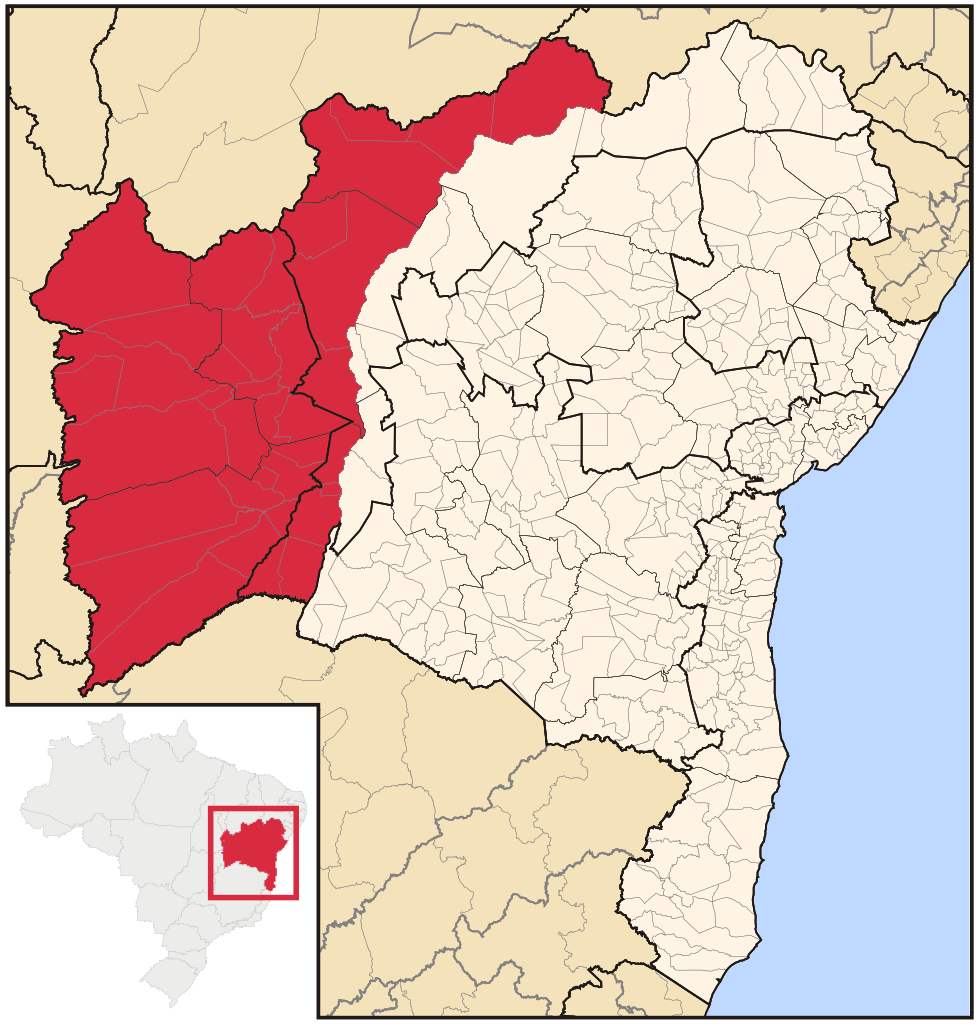
Mapa da Bahia, com o Oeste Baiano destacado em vermelho.

O Oeste Baiano é uma região geográfica e econômica do estado da Bahia, sendo o território baiano localizado à margem esquerda do Rio São Francisco.

## Municípios
O Oeste Baiano é constituído dos seguintes municípios pertencentes aos seguintes territórios de identidade (TIs) baianos:
- A totalidade do TI Bacia do Rio Grande: Angical, Baianópolis, Barreiras, Buritirama, Catolândia, Cotegipe, Cristópolis, Formosa do Rio Preto, Luís Eduardo Magalhães, Mansidão, Riachão das Neves, Santa Rita de Cássia, São Desidério e Wanderley;
- A totalidade do TI Bacia do Rio Corrente: Brejolândia, Canápolis, Cocos, Coribe, Correntina, Jaborandi, Santa Maria da Vitória, Santana, São Felix do Coribe, Serra Dourada e Tabocas do Brejo Velho;
- Cinco municípios do TI Velho Chico: Barra, Carinhanha, Muquém do São Francisco, Sítio do Mato e Serra do Ramalho;
- Quatro municípios do TI Sertão do São Francisco: Campo Alegre de Lourdes, Casa Nova, Pilão Arcado e Remanso.

## História
O Oeste Baiano teve como primeiros habitantes diversos povos indígenas, como tupinambás, tamoios, cataguás, xacriabás, aricobés, tupinas, ocrens e tabajaras.
Conhecido primitivamente como sertão de rodelas, área que abrangia todo oeste, sul do Piauí, parte do atual Pernambuco até jacobina, posteriormente sertão pernambucano, comarca do são Francisco e Além São Francisco da perspectiva Baiana (atual Oeste Baiano) teve seu norte desbravado em meados do século XVII, por meio de vaqueiros baianos, rendeiros da Casa da Torre e da Casa da Ponte junto 
com Piauí e o sertão de pernambuco. A partir de seu norte, nas margens do rio dos currais ou são francisco, a pecuária avançou em direção ao Piauí. Além da pecuária, a presença colonizadora na região também se fez pela fundação de missões, como a de Aricobé (atualmente em Angical), fundada pelos capuchinhos em 1739.
Em 1698, uma Carta Régia do então rei de Portugal D. Pedro II oficializou os três primeiros povoados na região que hoje é o Oeste Baiano: Barra, Santa Rita (atual Santa Rita de Cássia) e Campo Largo (atual Taguá, Cotegipe).
Pouco estudados pela historiografia, os "julgados", no momento de sua constituição, exigiam a nomeação de um "homem bom" da terra para ocupar o cargo de juiz ordinário (de vintena ou Hespadano), junto de um escrivão e um tesoureiro. Detinham uma circunscrição territorial precisa, reunindo um determinado número de moradores. Nos casos inventariados até agora, essa área, em geral, coincidiu com o território da paróquia no qual foi implantado. Para Cláudia Damasceno Fonseca, o julgado era uma circunscrição com autonomia judiciária parcial, por isso, sem jurisdição completa e autonomia administrativa, o que tornava dependente de uma vila vizinha. Seria a principal resolução adotada pelas autoridades régias para instalar estruturas judiciárias onde não se desejava implantar uma vila.
Ao que parece, os primeiros aglomerados urbanos não oficializados e paróquias transformados em julgados surgiram na virada dos Seiscentos para os Setecentos. Em 1697, o bispo da diocese pernambucana, D. Francisco de Lima, após perceber as injustiças praticadas no sertão de seu bispado, sugeriu ao rei, D. Pedro II, a criação do cargo de juiz ordinário a cada cinco léguas, "(...) com jurisdição de tirar devaças, tomar as denunciações, e querellaz nos delictos que aly se fizerem...". A resposta real veio em 1699, por meio da anteriormente citada Carta Régia de 20 de janeiro, na qual admoestava "(...) que em cada Freguezia das que tenho mandado formar pelos ditos Certões, haja um Juiz á similhança dos Juizes de vintena, que ha n'estes Reynos...". Com efeito, em 1699 esse ofício fora confirmado para as freguesias de Rodelas de Cabrobó e São Francisco da Barra do Rio Grande do Sul, ambas na margem pernambucana do rio.
A oficialização dos julgados tentou acudir, dentro de suas limitações institucionais, os moradores mais interioranos e dispersos. Contudo, "(...) remedear as desordens que havia entre esta gente..." requeria outra instância urbana, as vilas, porque às vistas do Conselho Ultramarino:
Quem tem experiençia do Brazil, e andou já alguns dos seus Certões, somente poderá saber a neçeside que há de se multiplicarem as povoações, e de se criarem as justiças, para melhor comodo dos moradores, e se evitarem os muitos insultos, que nelles se cometem quotidianamte sem haver remedio para tanto mal, e que se havia algum hera o de se criarem Villas.
De 1636, ano de fundação da vila de Penedo, até 1822, data considerada como fim do período colonial, o Estado português implantou oito municipalidades ao longo do rio São Francisco.
Sendo em Pernambuco Penedo (1636); Vila Nova de Sto. Antônio do Rio São Francisco (1733);e Pilão Arcado (1810);Barra (1757) Santa Maria (1761); e na Bahia Assunção (1761) e em Sergipe Urubu (1748); e ; Própria (1800), cada uma dotada de especificidades, no que dizia respeito à conversão do seu status. Porém, os documentos coevos asseveram o combate às injustiças como uma das causas basilares à concessão do título.
Depois da criação das duas vilas pombalinas nas margens médias do São Francisco, houve um hiato de 38 anos até que a Coroa concedesse o foro de vila a outra povoação. Em 1800, foi implantada na capitania de Sergipe a vila de Propriá, antes paróquia de Santo Antônio do Urubu de Baixo
Em seguida, o "Velho Chico" presenciou a fundação, em 1810, da vila de Pilão Arcado (hoje em ruínas), localizada na banda pernambucana. Contemporânea à instituição dessa vila, tivemos a constituição da Comarca do Sertão de Pernambuco, com sede de ouvidoria também na recém-fundada vila de Flores do Pajeú e posteriormente a constituição da comarca do são Francisco Pernambucano com ouvidoria na Barra do rio grande do sul.
Para o historiador português Joaquim Veríssimo Serrão, a partir da primeira década dos Oitocentos, Portugal desenvolveu cada vez mais a organização judicial no Brasil. Aproveitou a criação simultânea de vilas, correspondendo aos pedidos das câmaras e ao sentir da população. Queria D. João VI que seus vassalos, por meio dos novos municípios, gozassem de sossego e bem públicos, ocasionando a pronta e atendida administração de justiça.
A Carta Régia de 20 de janeiro de 1699 buscou remediar a evidente dispersão na qual viviam os habitantes das zonas interiorizadas do Nordeste e as irregularidades fundiárias, pois o território estava "dado a duas ou três pessoas particulares que cultivão as terras que podem [,] deichando [sic.] as mais devolutas sem consentirem que pessoa alguma as povoe salvo q.m a sua vista as descobrir defender e lhes pagar dizimo de foro por cada Citio cada hum anno. Prosseguindo a leitura da Carta Régia, notamos que Portugal estabeleceu o direito de denunciar terras devolutas, e aqueles que assim agissem poderiam solicitar aos respectivos governos uma sesmaria de três léguas de comprido e uma de largo, em observância às Ordenações do Reino.
Os conflitos envolvendo os diversos agentes da colonização supracitados motivou a Coroa a vigiar esses acontecimentos. O que resultou na sanção das Cartas Régias de 20 de janeiro de 1699 e 23 de novembro de 1700, cujo teor indicava resoluções mais incisivas no território sertanejo, tais como uma política de restrição e coerção de privilégios aos grandes fazendeiros, de maneira que o poder deles minguasse com o decorrer dos anos.
A concretização desses ideais, iniciada no reinado de D. Pedro II e com interessantes resultados na administração de D. José I auxiliado pelo marquês de Pombal, daria, como aconselhou o bispo de Pernambuco, D. Francisco de Lima, em reduzir "aquellas terraz [sic] a Collonias, e Povoações, sendo este o meyo não só de se segurarem aquelles Certoens com estas defensas, mas tambem o de poder lucrar grandez conciniençias a fazenda de V. Mag.de nos dizimos que se podem tirar da cultura dellas..."66. A partir de 1636, o curso do rio São Francisco foi ladeado pela formação de uma rede urbana eclesiástica de freguesias e uma outra civil composta por arraiais com os status de julgado e/ou vila. Esse sistema urbano, em tese, viria a remediar os problemas sociais relacionados a jogos de poder, parcialidades administrativas e usurpação da justiça.
Já em 23 de novembro de 1700, El Rey emitiu um alvará em forma de lei em que supostamente favorecia o sustento dos missionários e dos índios convertidos ao catolicismo. A determinação régia reconhecia...
(...) ser justo se dê toda a providência necessária à sustentação para os Índios e Missionários, que assistem nos dilatados sertões deste Estado do Brasil, sobre que se tem passado repetidas ordens, e se não executam por repugnância dos donatários e sesmeiros, que possuem as ditas terras dos mesmos sertões, hei por bem e mando que a cada missão se dê uma légua de terra em quadra para sustentação dos índios e Missionários.
A coroa portuguesa formalizou a conquista do sertão Pernambuco através da junta das Missões de Pernambuco que, instituída em 1681, funcionou ao longo da primeira metade do século XVIII, sendo extinta apenas em 1759. 
A Junta das Missões de Pernambuco foi criada no contexto de consolidação da economia da pecuária e do consequente incremento do número de ordens religiosas envolvidas no processo de missionação. 
A necessidade de conquistar novos territórios, de garantir a estabilidade do povoamento na região e, portanto, o inevitável contato com populações indígenas desconhecidas e que, via de regra, tornaram-se os maiores obstáculos aos anseios portugueses, levou a Coroa a desenvolver novas estratégias de domínio e conquista com base nas contingências e especificidades locais. 
De fato, o Império português patrocinou a fundação de missões religiosas espalhadas em pontos nevrálgicos do território sanfranciscano. Em muitos desses lugares, o intenso litígio envolvendo a Casa da Torre, os Tapuias, os missionários, os curraleiros e as autoridades locais tornou-se comum. Por exemplo, desde a Passagem do Juazeiro (hoje cidade de Petrolina, PE) até a sede paroquial de Cabrobó, é notado assentamentos de doutrinação indígena mais adensados entre si diante da característica dispersão observada nos sertões restantes. Ali ocorreram, conforme relatado por frei Martinho de Nantes em sua Relação, conflitos sociais cuja origem reporta-se a questões fundiárias e o uso dos neófitos em futuras guerras de conquistas
A Junta das Missões de Pernambuco constituiu-se num espaço privilegiado para a percepção dos diferentes interesses em jogo. Considerando a jurisdição que a Junta exercia nas chamadas capitanias de fora do sertão norte do Estado do Brasil e seu gerenciamento do projeto missionário, bem como na consecução dos interesses metropolitanos na região. Em outras palavras, não apenas sua dimensão missionária, mas também sua dimensão política, como uma instituição que, direta ou indiretamente, zelava pela estabilidade do domínio português em Pernambuco e em suas capitanias anexas.
Até os meados de 1600 o oeste era habitado maioritariamente por indios, a presença real portuguesa de fato não existia, nas margens do rio são Francisco se concentravam algumas fazendas de gado dispersas e no norte do oeste caminhos pela Caatinga levavam ao Piauí e Maranhão mas após a expulsão dos holandeses de pernambuco, e a decadência do açúcar, os donatários e a coroa portuguesa começaram a olhar mais pra região do sertão Pernambucano já que a ambição estrangeira pelo recife tinha findado, no fim dos anos 1600 os sertões da Pernambuco passaram a concentrar empreitadas religiosas e judicias pela parte dos donatários de pernambuco na tentativa da coroa portuguesa de preservar sua influência, esse fato levou a diversos conflitos fundiários entre a coroa e alguns grandes donos de fazendas espalhadas por pernambuco que não pagavam impostos e funcionavam na base do contrabando.
Assim diversas missões indígenas se formaram nos sertões de Pernambuco muitas próximas de fazendas e que deram origem a várias cidades como Barra e Angical
Em 23 de novembro de 1700, El Rey emitiu um alvará em forma de lei em que supostamente favorecia o sustento dos missionários Pernambuco e dos índios convertidos ao catolicismo na régua.
(...) ser justo se dê toda a providência necessária à sustentação para os Índios e Missionários, que assistem nos dilatados sertões deste Estado do Brasil, sobre que se tem passado repetidas ordens, e se não executam por repugnância dos donatários e sesmeiros, que possuem as ditas terras dos mesmos sertões, hei por bem e mando que a cada missão se dê uma légua de terra em quadra para sustentação dos índios e Missionários.
Com a mudança do eixo econômico do Brasil para o Sudeste e a transferência da capital brasileira para o Rio de Janeiro em 1763, os sertões do Além São Francisco ficaram cada vez mais isolados. Nessa época, além da pecuária, começava a ganhar destaque na economia dessa região sertaneja a mineração de sal.
A primeira vila do Oeste Baiano foi Barra do Rio Grande (atual Barra), criada em 1752. Dela, se originaram a grande maioria dos municípios da região.
Em 1820, foi criada a Comarca do São Francisco, que abrangia toda a região que hoje é o Oeste Baiano. Quatro anos depois, por meio de decreto imperial de 7 de julho de 1824, como punição a Pernambuco por sua participação na Confederação do Equador, essa comarca passou para a jurisdição de Minas Gerais. Finalmente, um decreto imperial de 15 de outubro de 1827 transferiu a Comarca do São Francisco para a Bahia.
No final do século XIX, ganhou destaque, na região de Barreiras, a extração de borracha de mangabeira, tornando-se uma das bases da economia local.
A partir da década de 1930, foram construídas rodovias ligando o Oeste Baiano ao resto do Brasil, rompendo o seu relativo isolamento, e a construção dessas vias ganhou impulso com a construção de Brasília. A navegação, principal forma de transporte da região com o restante do país, foi perdendo força.
Na década de 1970, com a construção da Usina de Sobradinho e o consequente surgimento do lago artificial, as sedes municipais de Casa Nova, Remanso e Pilão Arcado tiveram que ser deslocadas.
A partir da década de 1980, houve um avanço do agronegócio, sobretudo do cultivo de soja, na região do Oeste Baiano, parte integrante do MATOPIBA, trazendo desenvolvimento econômico a essa parte da Bahia. Por outro lado, isso tem gerado na região do MATOPIBA um grande desmate, fazendo dessa área um dos motores do desmatamento no Brasil, e expulsão de povos tradicionais.

## Geografia

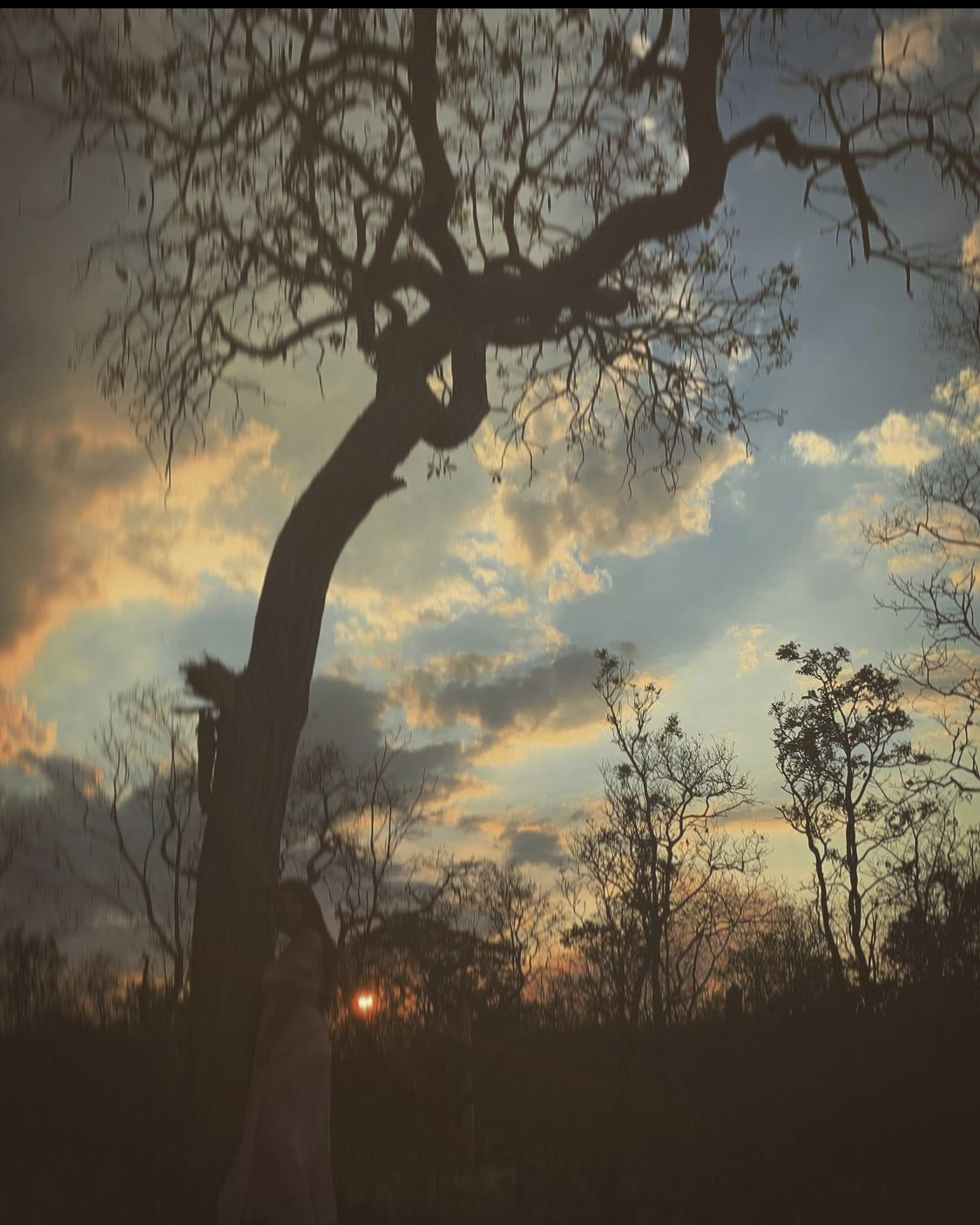
Amostra do Cerrado no Oeste Baiano.

O Oeste Baiano possui uma área territorial de 171.064 km².
Em relevo, o Oeste Baiano está dividido entre o Chapadão Ocidental do São Francisco e a Depressão Sertaneja-São Francisco.
A vegetação predominante na região é o Cerrado, embora a Caatinga seja dominante nas regiões próximas ao Rio São Francisco e haja ilhas de Mata Atlântica. No entanto, a vegetação dessa área já está bastante degradada, devido predominantemente ao agronegócio.
O clima predominante no Oeste Baiano é o tropical semiúmido, embora também seja possível encontrar o clima tropical semiárido.

## Demografia

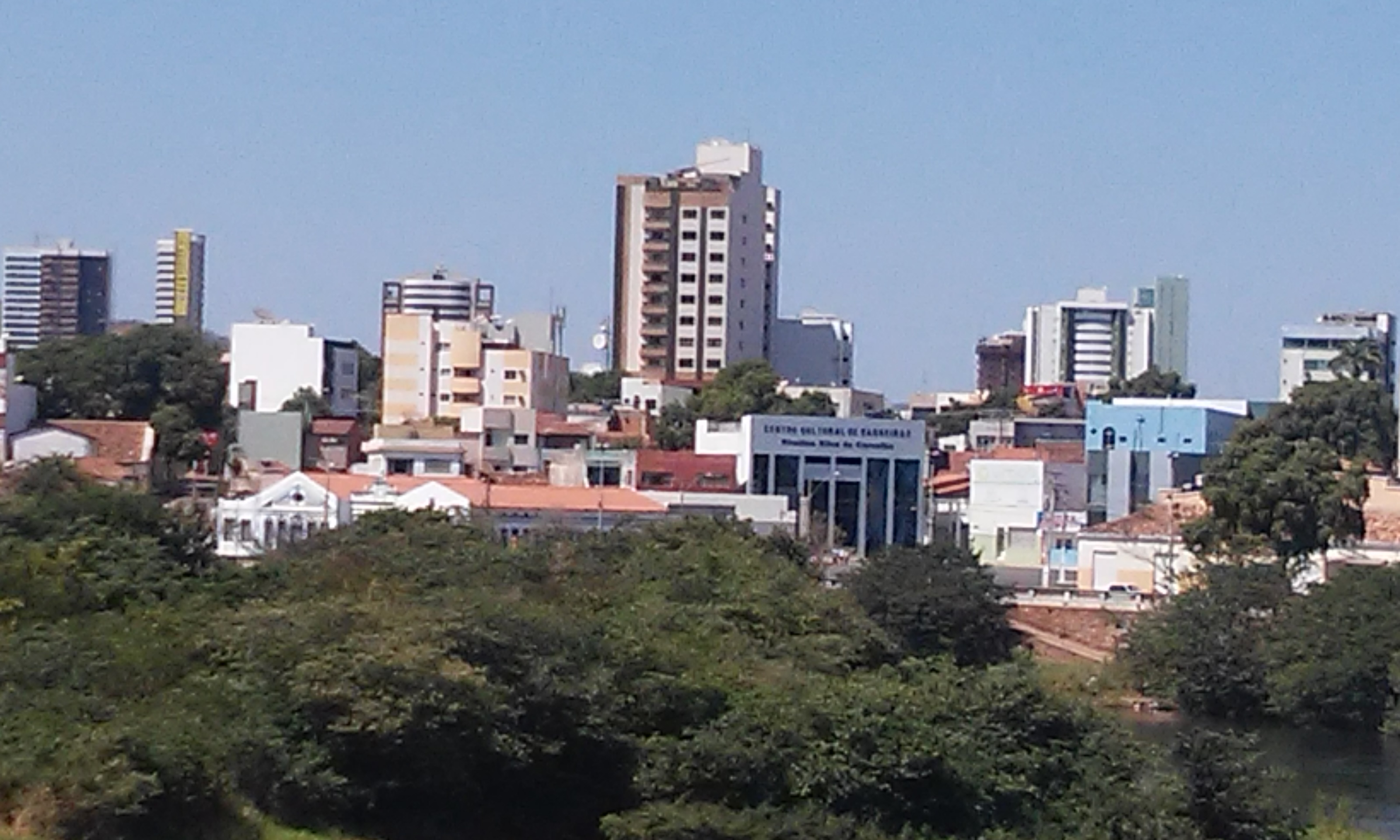
Barreiras, a cidade mais populosa do Oeste Baiano.

Segundo o censo de 2022, o Oeste Baiano possui uma população de 998.259 habitantes, correspondendo a 7,1% da população do estado. A densidade demográfica dessa região é de 5,84 hab./km², o que corresponde a menos de um quarto da densidade demográfica baiana.
Etnicamente, a maioria da população do Oeste Baiano é mestiça entre europeus e indígenas ou mestiça entre europeus, indígenas e africanos. A presença do escravo africano na região varia conforme a área, estando bastante presente em regiões próximas ao São Francisco e menos presente nas regiões do Oeste Baiano fora do Vale do São Francisco. No Oeste Baiano há, também, a presença de migrantes oriundos do Sul do Brasil, os quais chegaram a essa área junto com o agronegócio.
Ainda segundo o Censo 2022, os municípios mais populosos da região são Barreiras (159.743), Luís Eduardo Magalhães (107.909) e Casa Nova (72.085).

## Economia

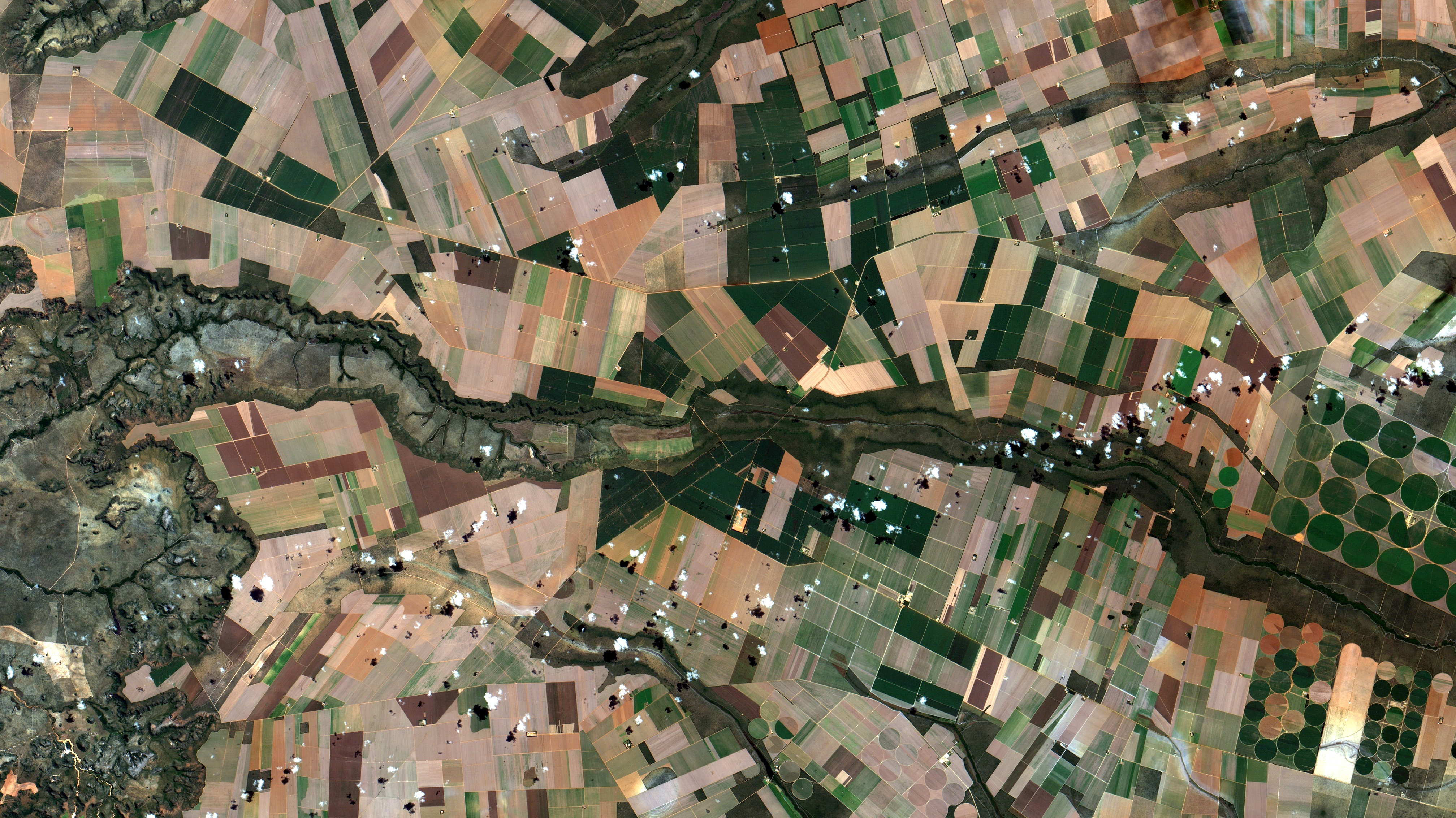
Imagem de satélite mostrando áreas agrícolas no Oeste Baiano.

Em 2020, o PIB do Oeste Baiano era de R$ 33 bilhões, o que correspondia a 10,8% do PIB estadual.
A base da economia da região é o agronegócio.